# Владин дом (Манитоба)
Владин дом или Дом владара Манитобе званична је резиденција намесника-гувернера Манитобе, изграђена 1883. године за мање од годину дана, у периоду монархије у Канади. Зграда се налази у прелепом парку у централном језгру главног града покрајине Манитоба, Винипегу, у непосредној близини зграде Законодавства Манитобе. Овај Владин дом један је од ретких преосталих примерака архитектуре Другог царства у Манитоби и једна од три владине зграде широм Канаде која се непрекидно од изградње користила као резиденција (друге две су у Њуфаундленду и на Острву Принца Едварда).
Дом у коме је од његове изградње боравио 21 од 24 покрајинска намесника-гувернера Манитобе, данас служи као подсетник о еволуцији покрајинске политичке власти у Манитоби, те један од симбола вишедеценијског уставног наслеђа канадске нације. Четврта је најстарија резиденција намесника-гувернера у Канади и једно од важнијих историјских и културних обележја Винипега.
Владином дому је 2002. године додељена годишња награда удружења конзерватора Манитобе (енгл. Manitoba Organization Conservation Awards), као знак признања за једну од најочуванијих зграда у Манитоби у тој години.

## Историја
Прву зграду, познату као Владин дом, први је користио легендарни припадник Метиса Луј Дејвид Ријел као председник привремене владе Ред Ривера или Црвене реке у периоду 1869—1870. године. Зграда познатија као Мактавиш (енгл. McTavish) налазила се унутар зидина утврђења Форт Гари (енгл. Upper Fort Garry), у кући која је истовремено била дом и резиденција управитеља компаније Хадсон Беј у Форт Гарију, Доналда А. Смита.
Након Луја Ријела а пре оснивања покрајине Манитоба, први намесник-гувернер Северозападних територија Канаде, уважени Адамс Г. Арчиболд, који је у Винипег стигао у ноћи 2. септембра 1870. године, такође је био смештен у овој згради која ће бити коришћена као Владин дом све до замењивања садашњом грађевином.
Ову кућу је, за потребе намесника-гувернера, 1870. године изнајмила Доминионска влада од компаније Хадсон Беј, прво за 300 фунти годишње а потом за 2.000 фунти, под условом да „... господин Смит задржи, све док сматра да је апсолутно неопходно да то чини, и употребљава једно крило куће и оближњу кухињу...”, што је др Џорџ Брајс (енгл. George Bryce, 1844—1931) прокоментарисао следећим речима: „... тако су се за добробит народа два изасланика краља, која представљају стари и нови поредак, пријатељски сместила под једним кровом.”
Након што се територија Манитобе као нова покрајина придружила Конфедерацији 15. јула 1870. године, изван Винипега и Форт Гарија, Влада је изнајмила зграду за боравак и службене потребе намесника-гувернера; позната је као „Силвер хајтс” (енгл. Silver Heights). Како је овај владин дом био удаљена пет миља од Винипега, у коме су се као у Покрајинском центру обављали сви послови, гувернер је морао свакодневно да путује (и на температури до −40 °C зими), а у кући се из безбедносних разлога није могло живети без чета војника стационираних у суседству.
Убрзо је установљено да резиденција није прикладна, како у безбедносном и функционалном тако и у грађевинском смислу. Главни фактори при доношењу ове одлуке су били мала величина резиденције, удаљеност од главног града (Винипега), потреба за сталним поправкама и сл. Тада је одлучено да се влади Конфедерације предложи изградња нове зграде Дома владара. Тим поводом је Александар Морис писао савезном министру за јавне радове:
Можеш ли замислити, ако ти кажем да је у овој кући било пет метара воде у подруму од средине јула прошле године до средине августа...
Како се број становника покрајине непрестано повећавао, расла је и потреба за јавним зградама у Винипегу. Тим поводом је делегација отпутовала у Отаву да обави разговор са Крунским Саветом краљице у Канади, како би он предложио парламенту да додели средства за нову законодавну скупштину и Владин дом у Манитоби. Овај захтев је убрзо одобрен, а Владин архитекта Томас Ситон Скот одмах је почео са израдом планова за објекат. До изградње нове владине зграде, намесник-гувернер је и даље боравио унутар зидина Форт Гарија.
Владин дом у Винипегу, данас историјска резиденција намесника-гувернера који у Манитоби представља британску краљицу Елизабету II, саградило је Министарство владе Канаде, за само годину дана (1883). Трошкови изградње износили су ондашњих 24.000 канадских долара. Године 1885, власништво над зградом званично и симболично је пренето за 1 канадски долар из надлежности Владе Канаде у надлежност Владе Манитобе, „са наменом да се користи за боравак намесника-гувернера Манитобе, али и за друге намене”, како је наведено у списима који се чувају у покрајинској архиви.
Џејмс Кокс Ејкинс (енгл. James Cox Aikins, 1823—1904) био је први намесник-гувернер, од 1882. до 1888. године, а настанио се у новоизграђеном Дому владе септембра 1883. године, након што су државне надлежности пребачене у Манитобу. Тиме је и симболично започео рад парламентарних политичких структура Манитобе.

## Употреба
Владин дом, у власништву Краљице са Правом на Манитобу, место је где се састају чланови Канадске краљевске породице и страни великодостојници који долазе у посету и често остају у Винипегу дужи период. У овом дому се одржавају и бројни краљевски и вицекраљевски догађаји, као што су даривање покрајинских награда или увођење у Ред Манитобе, као и ручкови, вечере, пријеми и свечани говори. У краљевској резиденцији намесник-гувернер такође издаје изборне налоге (енгл. dropping the writs of election) и предводи заклетву нових чланова Извршног савета. Уред вицекраља је смештен у Законодавној згради, иза Владиног дома; ту прописи добијају тзв. краљевски пристанак (енгл. Royal Assent) и намесник-гувернер се састаје са својим премијером.

## Положај и окружење
Ова импозантна грађевина налази се у централном делу Винипега, у парку површине 32 хектара у улици Кенеди број 10, југоисточно од зграде Законодавства Манитобе. Владин дом је са три стране окружен вртовима, док се четврта страна (задњи део зграде) наставља на паркинг зграде Законодавства.
За разлику од других владиних покрајинских резиденција у Канади, Владина резиденција Манитобе је у централном и урбаном делу главног града покрајине, окружена лепо уређеним вртовима.

## Опис објекта
Ова величанствена троспратна зграда са 23 собе и 11 купатила, пројектована је од стране канадских архитеката у стилу Викторијанске епохе и под утицајем француске архитектуре из доба Другог Наполеоновог царства, са равним и стрмим једностраним кровом са поткровљем. Резиденција је укупне површине око 1.858 m², укључујући и куле са заставама, стакленике, пратеће објекте и гаражу.
Током више од једног века, Владин дом је прошао кроз низ функционалних промена. Собама је неколико пута мењана намена, а дограђено је и неколико делова у резиденцији од којих су неки касније срушени и замењени другим просторијама.
Унутар улазног предњег дела, са леве стране је канцеларија за секретарицу (позната и као „Манитобина соба”) у којој се посетиоци уписују у књигу гостију.
Са десне стране од улазног ходника су три салона, првобитно подељена склопивим вратима, која се отварају према централној просторији у предњем делу ходника.
Свечана дворана за посету војводе и војвоткиње од Јорка (а касније и краља Џорџа V и краљице Марије од Тека), дограђена је 1901. године. Ова дворана је касније срушена, а на њеном месту је 1960. године изграђена садашња „скупштинска соба”.
Државна трпезарија, која је првобитно била позната као „Палмина соба”, дограђена је 1908. године.
Кухиња и трпезарија за сервирање хране, као посебно крило су дограђене 1946. године. Оне су замениле првобитну, оригиналну кухињу у подруму са малим лифтом који је служио за доставу хране.
Некадашње штале за чување коња и кочија су срушене, а на њиховом месту је 1926. године саграђена гаража. Неколико деценија касније (у раним 1960-им), стара гаража је замењена новом, садашњом, за смештај три аутомобила.
Соларијум је накнадно направљен 1963. године.
У почетку, резиденција је грејана каминима, уз додатак пећи постављених испред неких од камина. Систем парног грејања инсталиран је у раним годинама куће пре него што је 1900. године систем осавремењен. Зграда је у почетку била осветљавана гасним лампама, а први телефон имала је још 1883. године.
Од првобитних шест гипсаних розета на плафону, само су две остале — једна у холу и једна на плафону у „Манитобиној соби”, као и украсне лајсне на луковима. Главно и сервисно степениште изграђено је у супротним смеровима од приказаних на оригиналним плановима.
Намештај у резиденцији (већина примерака) потиче из раног Викторијанског периода (од 1840. до краја 1860) па све до касног Викторијанског периода (од 1880. до краја 19. века). Многи делови прибора су савремени, али се они данас користе заједно и са сачуваним старим прибором.